# Niederländisch-deutsche Fußballrivalität

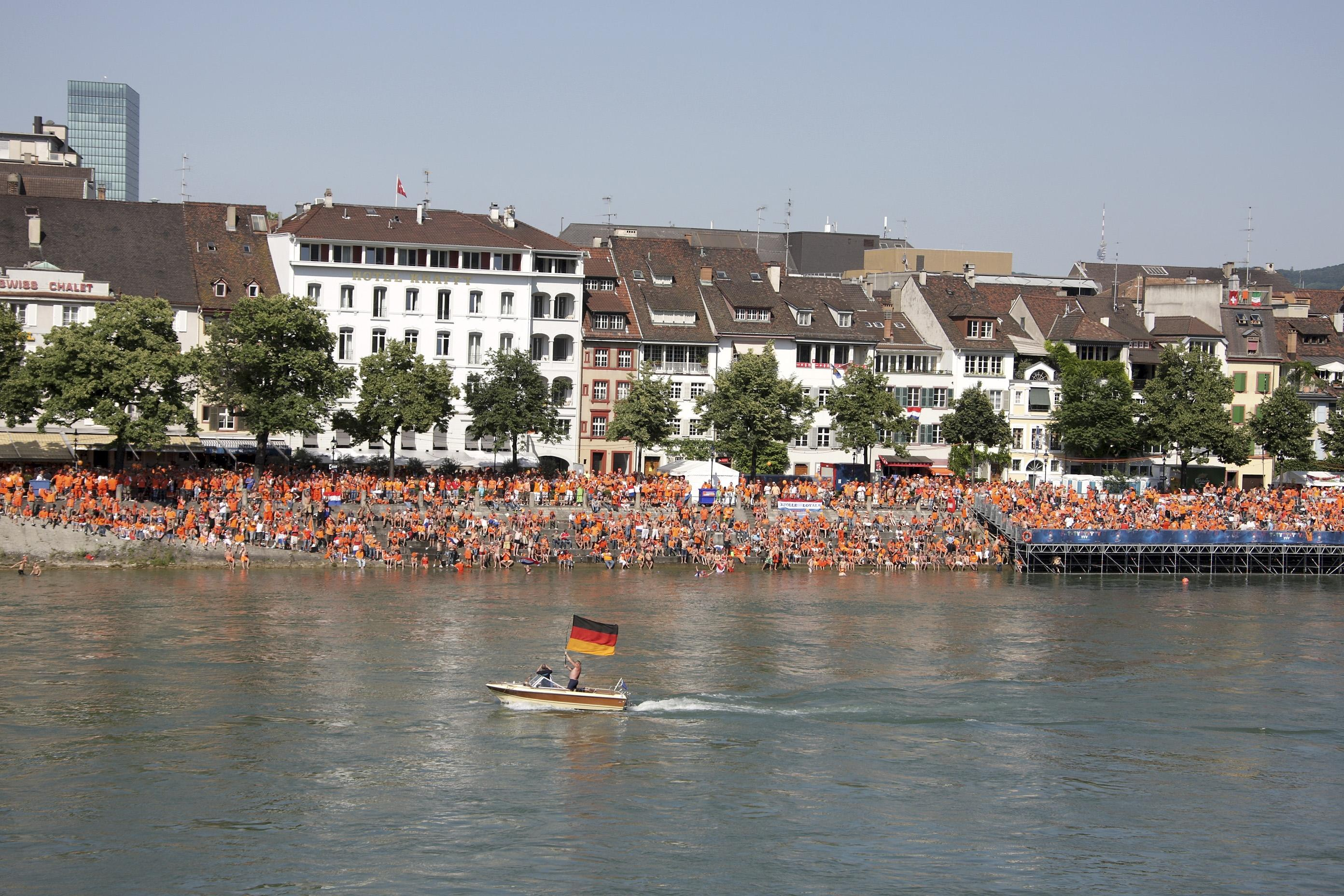
Fans hissen die deutsche Flagge vor niederländischen Fans in Basel, 2008.

Die Rivalität zwischen der niederländischen und der deutschen Fußballnationalmannschaft ist eine der prägnantesten Rivalitäten im internationalen Fußball. Beide Mannschaften gehören zu den besten der Welt; die besondere Rivalität hat sowohl historische Gründe außerhalb des Fußballs als auch eine langjährige bewegte Geschichte auf dem Fußballplatz.
In ihrer gesamten Geschichte spielten beide Teams bisher 43 Partien gegeneinander (Stand April 2019); dabei gab es 16 Siege der deutschen Mannschaft, elf der niederländischen Mannschaft und 16 Unentschieden. Für beide Mannschaften ist die andere der zweithäufigste Länderspielgegner. Deutschland spielte nur häufiger gegen die Schweiz (52 Spiele), die Niederlande nur häufiger gegen Belgien (127 Spiele) (Stand: 6. September 2020).

## Geschichte

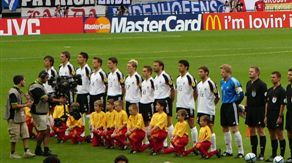
Kontrahenten: Die deutsche…

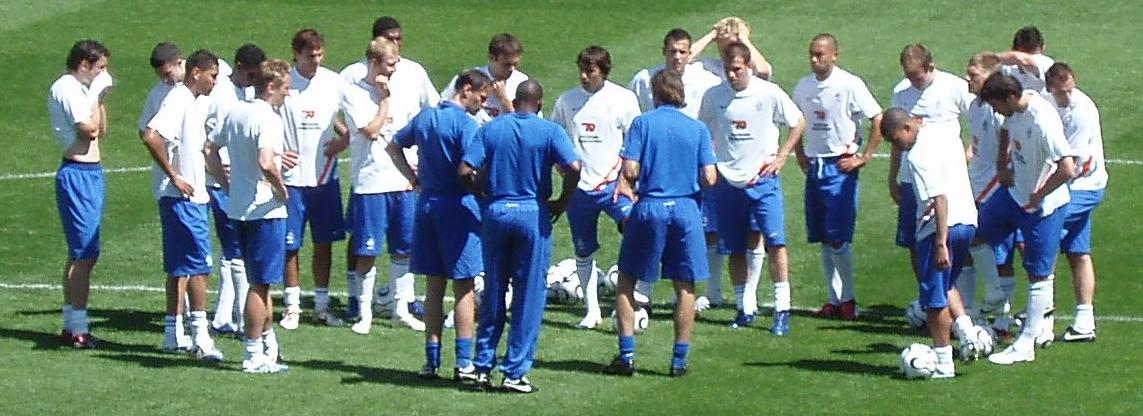
… und die niederländische Mannschaft

Obwohl die zugrundeliegenden Gefühle bis zum Zweiten Weltkrieg zurückreichen, in dem Deutschland die Niederlande überfiel und besetzte, etablierte sich die Rivalität erst bei der WM 1974 in der Bundesrepublik Deutschland. Die durchaus unruhige Zeit vorher erlebten Bram Appel, der während des Krieges 1943 bis 1945 für Hertha BSC spielte und daraufhin vom niederländischen Fußballverband wegen Kollaboration mit dem Feind bis 1947 gesperrt wurde, sowie Frans de Munck, der 1950 unter großen Anfeindungen in der Heimat zum 1. FC Köln wechselte. Für Willem van Hanegem ließen sich Sport und Geschichte nicht trennen: „Ich hasse sie. Sie ermordeten meine Familie. Meinen Vater, meine Schwester, zwei meiner Brüder. Jedes Mal, wenn ich Deutsche sah, war ich voller Angst.“ Als der in Deutschland groß gewordene Willi Lippens sein einziges Spiel für die Niederlande absolvierte, wurde er von großen Teilen der Mannschaft (insbesondere von Hanegem und Rinus Israël) gemobbt. Lippens war so verletzt, dass er sich Jahrzehnte später weigerte, als Ehrengast bei einem Spiel der Niederlande zu erscheinen. Israël bezeichnete sein Verhalten später selbstkritisch als „inkorrekt und dumm“, und Lippens bereute es, „nicht sofort aus dem Teambus ausgestiegen zu sein, um doch für die Bundesrepublik zu spielen“. Festzustellen war aber auch, dass der Deutsche Horst Blankenburg von Ajax Amsterdam so gut akzeptiert wurde, dass der jüdische Teamkollege Sjaak Swart sein guter Freund war und ihn Ajax-Star Johan Cruyff vor der WM 1974 für die niederländische Mannschaft anwerben wollte. Blankenburg lehnte ab, da er für die Bundesrepublik spielen wollte, wurde aber zu seinem Leidwesen nie nominiert.
1974 besiegte die Bundesrepublik die Niederlande im Finale der Fußballweltmeisterschaft. Die Niederlande, die nach 1945 fußballerisch lange bedeutungslos waren, hatten sich 1974 erstmals seit 1938 für eine WM-Endrunde qualifiziert. Das Team um Johan Cruyff war durch Rinus Michels’ „totalen Fußball“ geprägt. Es begann als Turnierfavorit und spielte auch dementsprechend. Die deutschen Gastgeber hatten die WM hingegen nur mit mäßigen Spielen, darunter einer Niederlage gegen die DDR begonnen, und galten als Außenseiter. Im Finale selbst retteten die Deutschen ihre 2:1-Führung über die zweite Halbzeit gegen anstürmende, aber erfolglose Niederländer. Viele Niederländer empfanden die Niederlage als zweite Schmach nach der Besetzung, nachträglich oft als „Mutter aller Niederlagen“ bezeichnet. Explizit feindliche Gefühle gab es im Moment des Spiels aber noch kaum; der niederländische Spieler Willem van Hanegem weigerte sich mit der Begründung, er möge keine Deutschen, das Abschlussbankett zu besuchen, und sagte vor dem Turnier: „Der Hass, er war immer da. Er hat Hintergründe, die jeder kennt und die noch nicht vergangen sind. Ich würde es bis an mein Lebensende nicht verwinden, wenn wir es nicht schafften, zu verhindern, dass sie später grölen könnten, sie seien Weltmeister – und wir nicht.“ Er war dabei aber eine Ausnahme im niederländischen Team: Franz Beckenbauer und Johan Cruyff waren persönlich befreundet, Johnny Rep und Paul Breitner wehrten sich gemeinsam gegen das FIFA-Verbot des Trikottauschs, indem sie beim Abschlussbankett Jackett und Krawatte tauschten. Erwähnenswert im Hinblick auf das Finale ist auch, dass mit Rainer Bonhof auch ein Spieler in der deutschen Finalaufstellung stand, der als niederländischer Staatsbürger geboren wurde.

### Besondere Spiele

#### WM-Finale 1974
| Paarung        | BR Deutschland – Niederlande |
| Ergebnis       | 2:1 (2:1) |
| Datum          | 7. Juli 1974 |
| Stadion        | Olympiastadion, München |
| Zuschauer      | 75.200 |
| Schiedsrichter | John Taylor ( England) |
| Tore           | 0:1 Neeskens (2., Foulelfmeter) 1:1 Breitner (26., Foulelfmeter) 2:1 Müller (43.)                                                                                      |
| BR Deutschland | Maier – Vogts, Beckenbauer , Schwarzenbeck, Breitner – Bonhof, Hoeneß, Overath – Grabowski, G. Müller, Hölzenbein Cheftrainer: Helmut Schön                            |
| Niederlande    | Jongbloed – Suurbier, Rijsbergen (68. Jong), Haan, Krol – Jansen, Neeskens, Van Hanegem – Rep, Cruyff , Rensenbrink (46. R. van de Kerkhof) Cheftrainer: Rinus Michels |
| Gelbe Karten   | Vogts – Neeskens, Cruyff, Van Hanegem |

War vorher noch Belgien der wichtigste Gegner gewesen, entwickelte sich in der Folge Deutschland zum Hauptrivalen der Niederlande, die Spiele der Teams gegeneinander wurden zunehmend emotionaler. Bei der WM 1978 trafen beide Mannschaften in der zweiten Finalrunde aufeinander. Vor dem Spiel äußerte sich Karl-Heinz Rummenigge: „Der Druck war extrem. Die Boulevardpresse blähte die alte Rivalität wieder auf. Wir wussten, dass die Holländer bereit waren und auf uns warteten. Wir mussten uns konzentrieren. Es ist eine wirkliche Schande und traurig, dass sie den Fußball als Ventil für ihren Hass wegen des Zweiten Weltkriegs benutzen.“ In diesem Match kam es beinahe zu einer Schlägerei zwischen Bernd Hölzenbein und Dick Nanninga, als Nanninga Hölzenbein in den Magen boxte, woraufhin Hölzenbein Nanninga an der Nase packte. Beide Mannschaften trennten sich unentschieden und die Niederlande erreichten das Finale, während die deutsche Mannschaft ausschied.
Das offizielle Turnierbuch der EM 1980 bemerkte eine „seltsame Rivalität“ zwischen der Bundesrepublik und den Niederlanden. Beide Mannschaften trafen in der Vorrunde aufeinander. Karlheinz Förster ließ vor dem Spiel verlauten: „Vor dem Spiel wusste ich, dass es schlimm werden würde. Wir hatten uns geschworen zu siegen, weil dieser Sieg so wichtig für unseren Stolz war. Für sie wäre es das größte, uns zu schlagen. Die hassen uns so viel mehr, als wir sie hassen.“ Karl-Heinz Rummenigge beschwerte sich über eine harte Spielweise der Niederländer, die mehr als einmal über das Zulässige hinausgegangen sei. Unter anderem versetzte Johnny Rep dem deutschen Torhüter Toni Schumacher einen Tritt in den Magen, als beide noch eine Flanke erreichen wollten. Die Bundesrepublik siegte durch drei Tore von Klaus Allofs mit 3:2 und erreichte das Finale, während die Niederlande ausschieden.

#### EM-Halbfinale 1988
| Paarung        | BR Deutschland – Niederlande |
| Ergebnis       | 1:2 (0:0) |
| Datum          | 21. Juni 1988 |
| Stadion        | Volksparkstadion, Hamburg |
| Zuschauer      | 61.330 |
| Schiedsrichter | Ioan Igna ( Rumänien) |
| Tore           | 1:0 Matthäus (55., Foulelfmeter) 1:1 Koeman (74., Foulelfmeter) 1:2 van Basten (89.)                                                                                           |
| BR Deutschland | Immel – Herget (45. Hans Pflügler), Brehme, Kohler, Borowka – Matthäus, Thon, Rolff, Mill (85. Littbarski) – Klinsmann, Völler Teamchef: Franz Beckenbauer                     |
| Niederlande    | van Breukelen – van Aerle, R. Koeman, Rijkaard, van Tiggelen – Vanenburg, Wouters, E. Koeman (89. Suvrijn) – Mühren (59. Kieft), Gullit, van Basten Cheftrainer: Rinus Michels |
| Gelbe Karten   | keine – van Breukelen |

Erfolgreich Revanche für das 74er-Finale nahmen die Niederländer bei der EM 1988, wiederum in der Bundesrepublik, als sie den Gastgeber mit einem 2:1 in der 89. Minute im Halbfinale besiegten und später Europameister wurden. Das war der erste Sieg gegen die DFB-Auswahl nach 32 Jahren. Nach dem Spiel feierten geschätzt neun Millionen der damals 15 Millionen Niederländer den Sieg auf der Straße, wobei sie unter anderem „1940 kamen sie//1988 kamen wir//Holadije, holadio“ sangen. Nach dem Halbfinale sagte Hans van Breukelen: „Ich habe auf diesen Augenblick 14 Jahre gewartet. Ich bin froh, dieses Geschenk der älteren Generation zu geben, derjenigen, die während des Krieges gelebt haben.“ Ruud Gullit äußerte sich: „Wir machten die ältere Generation glücklich. Ich sah ihre Gefühle, ihre Tränen.“ Die Emotionen flammten auf, als sich Ronald Koeman nach dem Trikottausch mit Olaf Thon mit dessen Trikot in einer demonstrativen Geste den Hintern abwischte. Darüber hinaus sprach Marco van Basten zum EM-Sieg lakonisch von einem „wunderbaren Gefühl, besonders, weil wir auf dem Weg ins Finale diese widerwärtigen Deutschen rausgeworfen haben“. Nachdem die Rivalität vorher eine vor allem von den Niederländern gepflegte Angelegenheit war, entwickelte sie sich nach 1988 zu einer beiderseits gepflegten Haltung.

#### WM-Achtelfinale 1990
| Paarung        | Deutschland – Niederlande |
| Ergebnis       | 2:1 (0:0) |
| Datum          | 24. Juni 1990 |
| Stadion        | Giuseppe-Meazza-Stadion, Mailand |
| Zuschauer      | 74.559 |
| Schiedsrichter | Juan Carlos Loustau ( Argentinien) |
| Tore           | 1:0 Klinsmann (50.) 2:0 Brehme (84.) 2:1 Koeman (88., Foulelfmeter)                                                                                     |
| Deutschland    | Illgner – Augenthaler, Berthold, Kohler – Reuter, Littbarski, Matthäus, Buchwald, Brehme – Völler, Klinsmann Teamchef: Franz Beckenbauer                |
| Niederlande    | van Breukelen – van Aerle, R. Koeman, Rijkaard, van Tiggelen – van ’t Schip, Wouters, Winter, Witschge – Gullit, van Basten Cheftrainer: Leo Beenhakker |
| Gelbe Karten   | Völler – Rijkaard, Wouters, van Basten |
| Platzverweise  | Völler – Rijkaard |

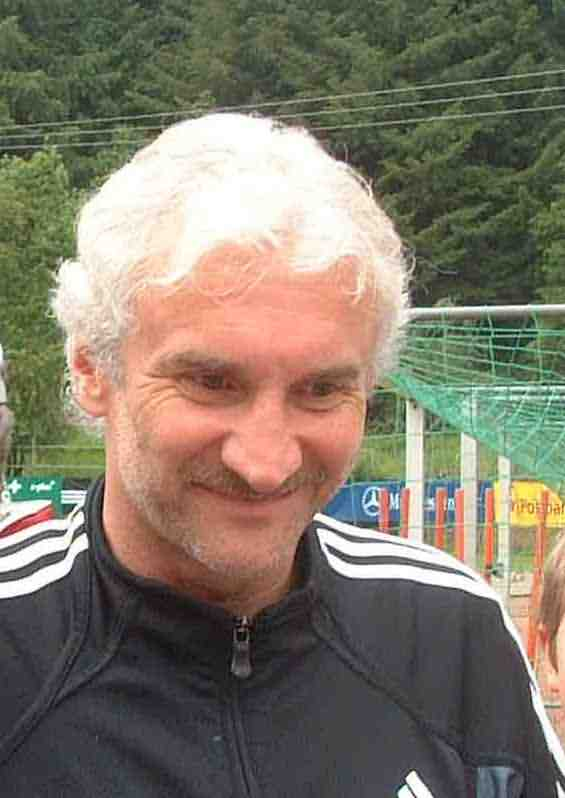
Bekannte Protagonisten: Rudi Völler (D) und…

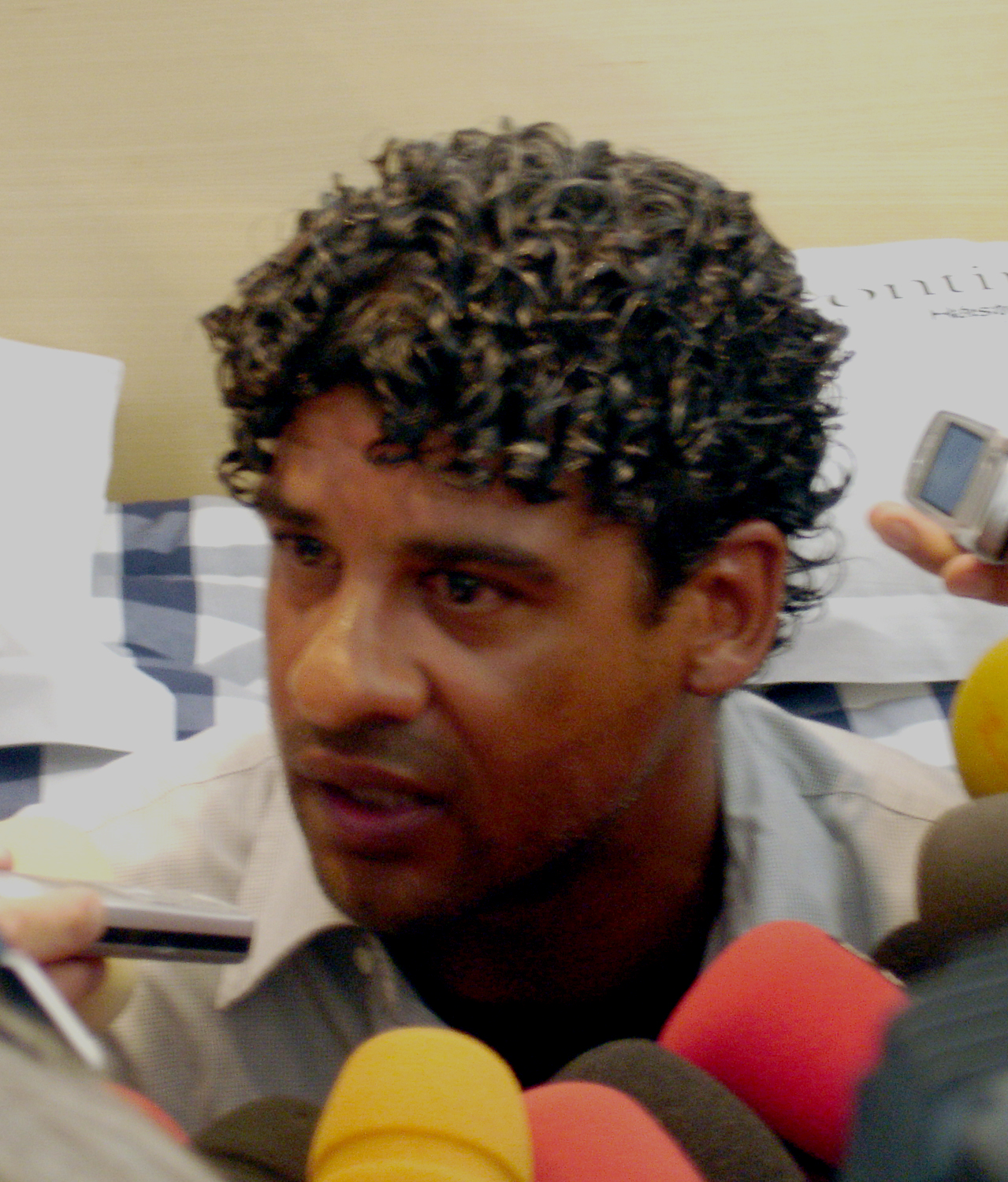
…Frank Rijkaard (NL)

1989 versuchten die beiden Fußballverbände die Wogen zu glätten, indem sie das Qualifikationsspiel zur WM 1990 als „Fan-Freundschaftsspiel“ deklarierten. Zu dem Spiel rückten die beiden damals sehr aktiven Hooligan-Szenen beider Länder an. In der Stadt Rotterdam kam es zu stundenlangen Ausschreitungen samt einigen Schwerverletzten. Im Rotterdamer De Kuip verglich ein Transparent den deutschen Spieler Lothar Matthäus mit Adolf Hitler. Das Spiel selbst endete friedlich 1:1.
Im Achtelfinale des Endturniers 1990 fand anschließend ein besonders denkwürdiges Spiel statt: Vor dem deutschen Sieg gab es den berühmten Spuck-Zwischenfall zwischen Frank Rijkaard und Rudi Völler, der medial intensiv diskutiert wurde: Der von Problemen im Team und im Privatleben frustrierte Rijkaard spuckte Völler insgesamt zweimal an; beide wurden von dem argentinischen Schiedsrichter Juan Carlos Loustau mit der roten Karte vom Platz gestellt, Rijkaard entschuldigte sich später bei Völler. Das Spiel gewannen die Deutschen, die sich dem großen Rivalen nun auch in moralischer Hinsicht durch die Herausstellung Völlers überlegen sahen, nicht zuletzt dank der wohl besten Leistung Jürgen Klinsmanns mit 2:1.

### Allmähliches Abkühlen
In den Folgejahren blühte die Rivalität regelmäßig vor wichtigen Turnieren wieder auf. Beispielsweise wurde eine Umfrage publiziert, welche ein negatives Deutschlandbild unter der niederländischen Jugend offenbarte. Auch berichtete der Spiegel 1993, dass Lothar Matthäus auf dem Oktoberfest einen ihn mit der Videokamera filmenden Niederländer mit „Ach, auch noch Holländer, das sind sowieso alles Arschlöcher, und du bist wohl vergessen worden vom Adolf“ beleidigte. Matthäus bestritt, diese Aussage gemacht zu haben. Insgesamt sind diese Auseinandersetzungen jedoch allenfalls als gegenseitige Sticheleien zu beurteilen. Nicht selten werden diese künstlich durch Sensationsmedien (BILD, De Telegraaf) vergrößert.
Nach der intensiven Rivalität bis in die frühen 1990er-Jahre ist ein niederländisch-deutsches Spiel zwar noch immer von besonderer Bedeutung. Körperliche Auseinandersetzungen sind aber zu einer Seltenheit geworden. Diese Tendenz bestätigten zahlreiche Freundschaftsspiele sowie die Begegnung in der Vorrunde der EM 2004, die ohne Ausnahme anständig verliefen. Als Lothar Matthäus im Jahr 2000, ausgerechnet in Amsterdam, sein 144. Länderspiel spielte und damit einen europäischen Rekord aufstellte, überreichten ihm die Niederländer einen Blumenstrauß. Matthäus, der jahrelang in den Niederlanden der Prototyp des abscheulichen Deutschen gewesen war, erhielt dabei seitens der überwiegend niederländischen Fans deutlich mehr Beifall als Ablehnung.
Zur WM 2002, für die sich die Niederlande nicht qualifizierten, war „Ohne Holland fahr’n wir zur WM“ einer der häufigsten Slogans in deutschen Stadien. Bei der EM 2004 genoss ein „Schade, Deutschland, alles ist vorbei“ Beliebtheit auf den niederländischen Rängen, nachdem die niederländische Mannschaft auf Kosten der Deutschen in das Viertelfinale eingezogen war. Nach dem Ausscheiden der Niederlande bei der WM 2006 wurde von den deutschen Rängen „Ohne Holland fahr’n wir nach Berlin“, eine neue Variation des Slogans, skandiert.
Aufgrund des zunehmend freundlichen Charakters der Rivalität wird diese gerne zu Werbezwecken genutzt – so in einem Werbespot zur WM 2006: Nachdem Oliver Kahn (in Anlehnung an das verlorene Finale der Weltmeisterschaft 2002) wehmütig die Kabine der brasilianischen Nationalmannschaft einrichtet, erscheint Michael Ballack mit einem Strauß oranger Tulpen und erinnert Kahn, dass sie noch die niederländische Kabine einrichten müssten. 2006 brachte eine niederländische Firma orangefarbene Helme in Form von Helmen der deutschen Wehrmacht für Holland-Fans heraus. Niederländische Bundesligaspieler und -trainer, darunter Bert van Marwijk, Ellery Cairo sowie Kevin Hofland kritisierten diese Idee scharf. Ebenso distanzierte sich der Königliche Niederländische Fußballbund von dem Fan-Accessoire.
Im April 2007 wurde der niederländische Spieler Mark van Bommel, Spieler des deutschen FC Bayern München, vom damaligen Bondscoach Marco van Basten aussortiert. Als Folge kündigte van Bommel an, einen deutschen Pass zu beantragen und künftig für die deutsche Nationalmannschaft zu spielen. Diese Meldung sorgte für großen Aufruhr in seiner Heimat, bis van Bommel dies als Scherz enttarnte und sich über die Leichtgläubigkeit der einheimischen Medien lustig machte, die übersahen, dass er mit 40 Länderspielen für die Niederlande nie mehr für ein anderes Land Länderspiele bestreiten könne.
Im Laufe der Fußball-Weltmeisterschaft 2010, in der die Niederlande am Ende Vizeweltmeister und Deutschland Dritter wurden, stellte Die Welt fest, dass die Rivalität von niederländischer Seite sich in Sympathie verkehrt habe. Es wurde angemerkt, dass mit Khalid Boulahrouz (VfB Stuttgart), Eljero Elia und Joris Mathijsen (Hamburger SV) sowie die FC-Bayern-München-Spieler Arjen Robben und Mark van Bommel (Kapitän) fünf zu diesem Zeitpunkt in der deutschen Bundesliga unter Vertrag stehende Spieler zum Einsatz kamen, dazu noch die ehemaligen HSV-Spieler Nigel de Jong und Rafael van der Vaart sowie der frühere Borussia-Dortmund-Trainer Bert van Marwijk. Van Bommel und Robben lobten die „absolute Professionalität“, die lebendige Fankultur und die „perfekte medizinische Versorgung“ in Deutschland, und Robben fügte hinzu, dass der deutsche Fußball in den Niederlanden speziell seit der WM 2006 „viele Sympathien gewonnen“ habe. Der deutsche Nationalspieler Thomas Müller nannte Bundestrainer Joachim Löw lobend „Louis van Löw“, ein Wortspiel auf seinen niederländischen Coach Louis van Gaal, der ihn zum Stammspieler beim FC Bayern München machte. Im Halbfinale der WM 2010 verhinderte Spaniens Sieg gegen Deutschland ebenso wie
im Halbfinale der WM 2014 ein Sieg Argentiniens gegen die Niederlande eine Neuauflage des Endspiels von 1974 und damit ein etwaiges Aufflammen der alten Rivalität. Bei der Fußball-Europameisterschaft 2012 kam es zu einem Vorrundenspiel zwischen den Niederlanden und Deutschland. Deutschland gewann das Spiel, das mit drei gelben Karten verhältnismäßig fair verlief, mit 2:1.

### Gegenwart
2018 trafen die niederländische und die deutsche Nationalmannschaft in der Gruppenphase in der Liga A in der neugeschaffenen UEFA Nations League aufeinander. Das Hinspiel in Amsterdam endete mit einem 3:0-Erfolg der Niederländer, der auch gleichbedeutend mit dem ersten Sieg der niederländischen Elf gegen die deutsche Auswahl seit 2002 war, im Rückspiel in der Arena AufSchalke in Gelsenkirchen trennten sich das deutsche Team, das zu diesem Zeitpunkt bereits sportlich abgestiegen war, und die Elftal aus den Niederlanden mit 2:2, womit die Niederlande den Gruppensieg errangen. In der folgenden Qualifikation für die EM 2020 (später auf 2021 verschoben) trafen die Niederlande und Deutschland erneut aufeinander: Das Hinspiel in Amsterdam gewann Deutschland mit 3:2 und sorgte somit für den ersten Auswärtssieg gegen die Niederländer seit 1996, das Rückspiel im Hamburger Volksparkstadion gewannen die Niederlande mit 4:2. In der Folge qualifizierten sich beide Teams für die EM.
Auch in der Saison 2024/25 wird es in der UEFA Nations League zu einem Aufeinandertreffen zwischen „Oranje“ und der DFB-Elf kommen.

## Künstlerische Verarbeitungen
Das Lied Holland vom Album Extremliedermaching (1999) des Bonner Liedermacher-Duos Joint Venture thematisiert die Rivalität und zugleich eine Liebe zu den Niederlanden aus deutscher Sicht: so heißt es „Beide ham wir unsern Rudi, wir ham ihren nie bespuckt, ein guter Deutscher denkt europäisch, außer, wenn er kicken kuckt.“ und im Refrain „Ich liebe Super Skunk und ich liebe Sauce special. Aber eine Sache gibt’s, da bin ich meganational. [...] Solangs um Fußball geht, hasse ich Holland wie die Pest.“